# Funicular de Larreineta
El Funicular de Larreineta o Funicular de La Reineta, en el Valle de Trápaga, es un funicular gestionado por Euskotren trena, que une la parte baja de la localidad con el barrio alto de Larreineta, dando este nombre al mismo. El servicio está catalogado entre las líneas del operador como FE. Fue declarado Bien de Interés Cultural en julio de 2014. 
Únicamente tiene dos paradas, denominadas Trapagaran y Larreineta. La estación de Trapagaran es la estación inferior y se sitúa en el barrio de La Escontrilla (antigua denominación de la estación), inaugurada el 24 de septiembre de 1926. La otra, en Larreineta, está a más de 400 metros sobre el nivel del mar. 
Originariamente, su cometido era transportar mercancías a las minas situadas en los montes de Triano, en la parte superior del municipio, ya que el acceso a la zona alta era muy complicado, dado el perfil abrupto del terreno. Este funicular posee, asimismo, una peculiaridad que le destaca con respecto a otros funiculares de la época: su trazado debe hacer una curva a la derecha para llegar a la estación superior, característica que no poseen muchos funiculares en Europa, en su mayoría de recorrido rectilíneo. 
Un sistema de poleas mueve los vehículos. El ascenso tiene una longitud de 1 179 m, con un desnivel de 342 m, llegando a superar un desnivel en su punto máximo del 36 %. La línea fue reformada en 1985.
Se puede acceder a la parada inferior en autobús, con las líneas de Bizkaibus que llegan hasta la estación. En Larreineta, se presta un servicio de lanzadera entre la estación y el barrio de La Arboleda, operado por Euskotren Autobusa desde 2021 y previamente por otras empresas privadas subcontratadas, como CuadraBus.

## Descripción
El funicular de Larreineta es el funicular más largo del País Vasco, y el segundo a nivel estatal, solo superado por el Funicular de Bulnes (Asturias) (inaugurado el 21 de diciembre de 2000). El ingeniero Francisco Guinea dirigió las obras, y continúo el proyecto de la estación del arquitecto Diego Basterra . El 16 de noviembre de 1926 el Ministerio de Fomento dio el permiso definitivo para poner en funcionamiento el funicular. Pero fue inaugurado el 24 de septiembre de 1926, de forma provisional. Una empresa especialista en este ámbito, la suiza Von Roll Holding, instaló los elementos del sistema de tracción de la vía. El recorrido tiene una longitud total de 1.179 metros.
El funicular en cuestión consta de dos vagones sobre una plataforma horizontal, que se deslizan sobre largas vigas metálicas, unidas por un tractor de cable, accionado por las poleas del mecanismo divisorio.

## Correspondencias

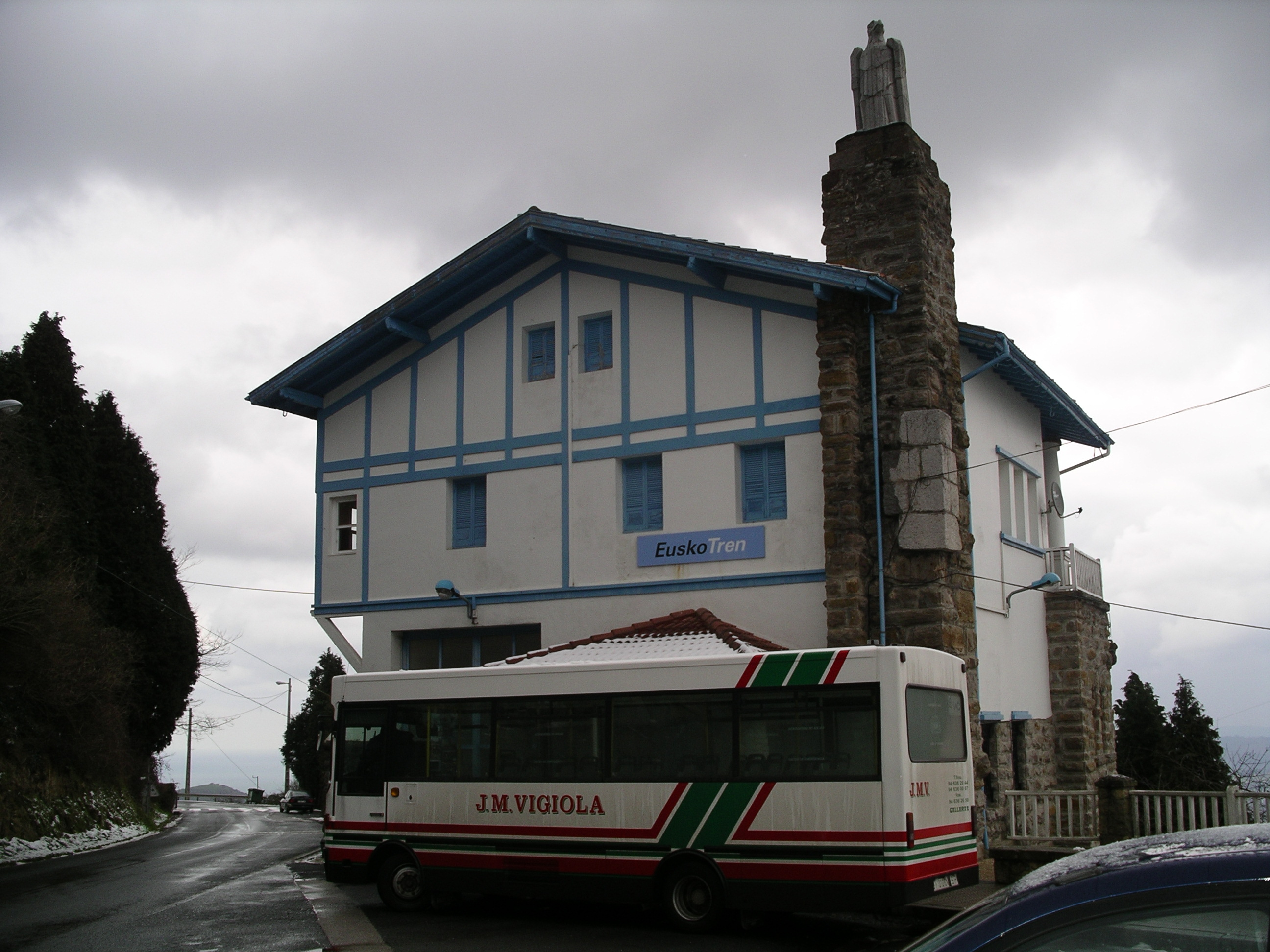
Estación superior del funicular

- Bizkaibus

| Línea | Línea                                      | Frecuencia | Recorrido                                        |
| ----- | ------------------------------------------ | ---------- | ------------------------------------------------ |
| A3141 | Cruces - Bagatza - Funicular de Trapagaran | 30'        | Valle de Trápaga, Baracaldo (Cruces)             |
| A3332 | Trapagaran - Santurce                      | 30'        | Valle de Trápaga, Portugalete, Santurce (Parque) |

- Euskotren Autobusa (Lanzadera)

| Línea | Línea                    | Frecuencia | Paradas                             |
| ----- | ------------------------ | ---------- | ----------------------------------- |
| A2220 | Larreineta - La Arboleda | 30'        | Larreineta (Funicular), La Arboleda |

## Datos técnicos
- Recorrido: 1179 metros.
- Desnivel: 342 metros.
- Pendiente máxima: 35,9, %.
- Capacidad: 60 personas por vehículo.
- Duración del viaje: 10 minutos.
- Velocidad: 2 metros por segundo.
- Ancho de vía: 1,2 metros.
- Peso de cada vehículo: 7300 kg (plataforma y cabina)